# Hypolimnas fumosus
Hypolimnas fumosus är en fjärilsart som beskrevs av James John Joicey och Alfred Noakes 1915. Hypolimnas fumosus ingår i släktet Hypolimnas och familjen praktfjärilar. Inga underarter finns listade i Catalogue of Life.